# Pikaliiva
Pikaliiva est un quartier du district de  Haabersti à Tallinn en Estonie.

## Description
En 2019, Pikaliiva compte 3 788 habitants.
Sa superficie est de 4,47 km2.
Ses quartiers voisins sont Vismeistri, Õismäe, Haabersti, Väike-Õismäe ainsi que la commune d'Harku.
Les rues de Pikaliiva sont Aedvere tänav, Keskküla tänav, Kilde tänav, Räga tänav, Sagari tänav, Sepapere tänav, Volmre tänav, Alemaa tänav, Hargi tänav, Järvekalda tee, Kaaruti tänav, Kabli tänav, Kahlu tänav, Kivipere tänav, Koogu tänav, Kubu tänav, Kuhja tänav, Kurmu tänav, Käia tänav, Luisu tänav, Noorkuu tänav, Nõgikikka tänav, Oja tänav, Paldiski maantee, Pikaliiva tänav, Printsu tee, Põlendiku tänav, Rangu tänav, Rannamõisa tee, Reha tänav, Rõugu tänav, Saadu tänav, Sarra tänav, Sepapoisi tänav, Sõudebaasi tee, Sõõru tänav, Sädeme tänav, Tuki tänav, Tulimulla tänav, Tuudi tänav, Tähistaeva tänav, Vaalu tänav, Vanakuu tänav, Vana-Rannamõisa tee, Vigla tänav, Vihu tänav, Võsara tänav et Äkke tänav.

## Population
| 2008  | 2010  | 2011  | 2012  | 2013  | 2014  |
| ----- | ----- | ----- | ----- | ----- | ----- |
| 1 429 | 1 679 | 1 796 | 2 148 | 2 303 | 2 464 |

| 2015  | 2016  | 2017  | 2018  | 2019  | 2020  |
| ----- | ----- | ----- | ----- | ----- | ----- |
| 2 682 | 2 839 | 3 241 | 3 552 | 3 788 | 4 085 |

| 2021  | 2022  | - | - | - | - |
| ----- | ----- | - | - | - | - |
| 4 352 | 4 690 | - | - | - | - |

## Transports
Les lignes de bus n°4, 21, 21A, 21B, 41, 41B circulent à Pikaliiva.

## Lieux et monuments

### Lac Harku
La majeure partie du territoire du quartier est occupée par le lac Harku qui est le deuxième plus grand lac de Tallinn et représente près de la moitié de la superficie de Pikaliiva.
Les ruisseaux Harku, Soone et Järveotsa se jettent dans le lac Harku qui se deverse dans le ruisseau Tiskre. Il y a une plage de baignade sur la rive orientale du lac Harku.

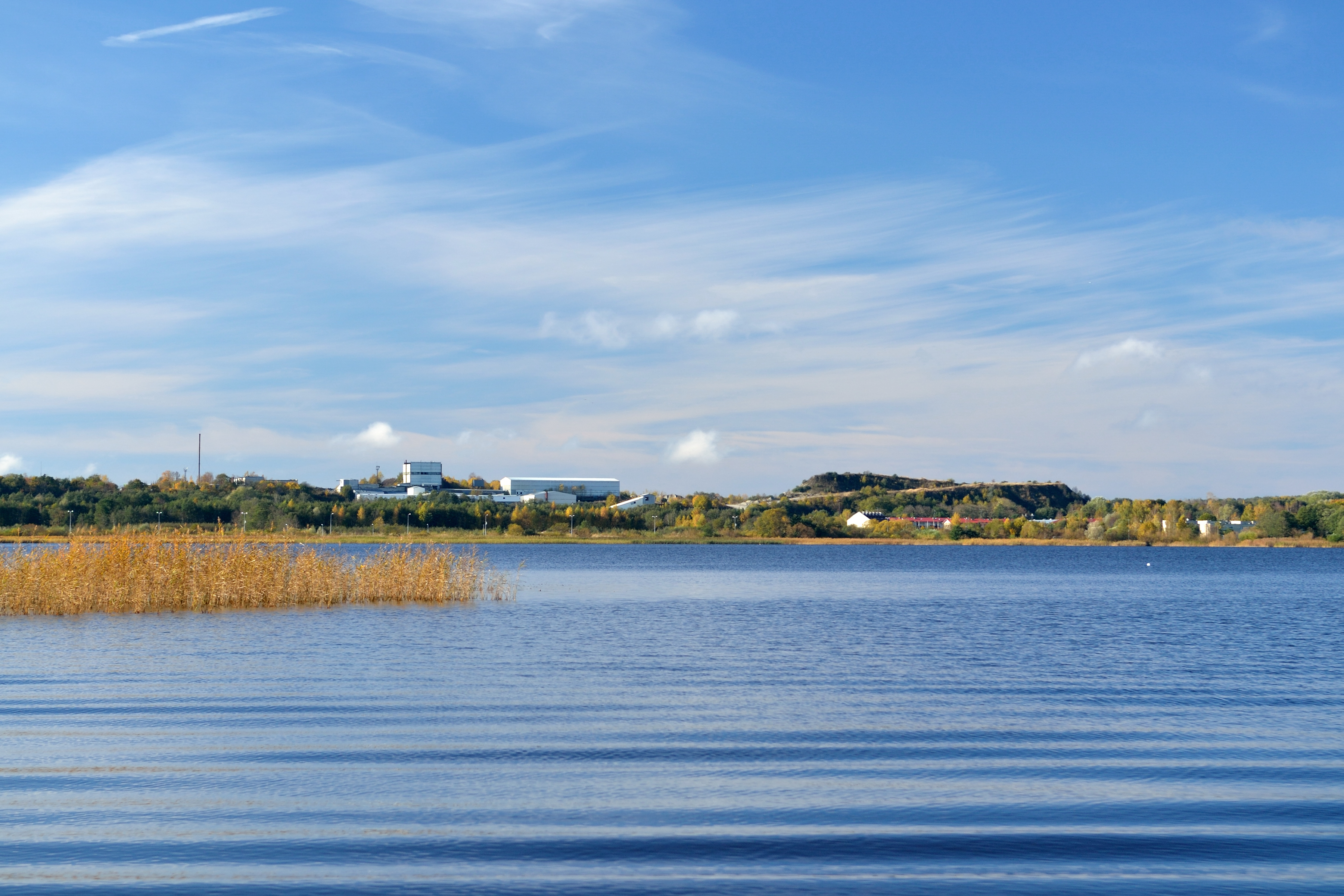
Le lac Harku.

### Bâtiments
- Rannamõisa tee 3 - École Rocca al Mare ;
- Sõudebaasi tn 21 – Base d'Harku du club d'aviron de Tallinn.
- Rannamõisa tee 6 - Supermarché Selver ;
- Rannamõisa tee 12A - Supermarché Lidl.
- Paldiski mnt 108A - Magasin K-Rauta.

## Galerie

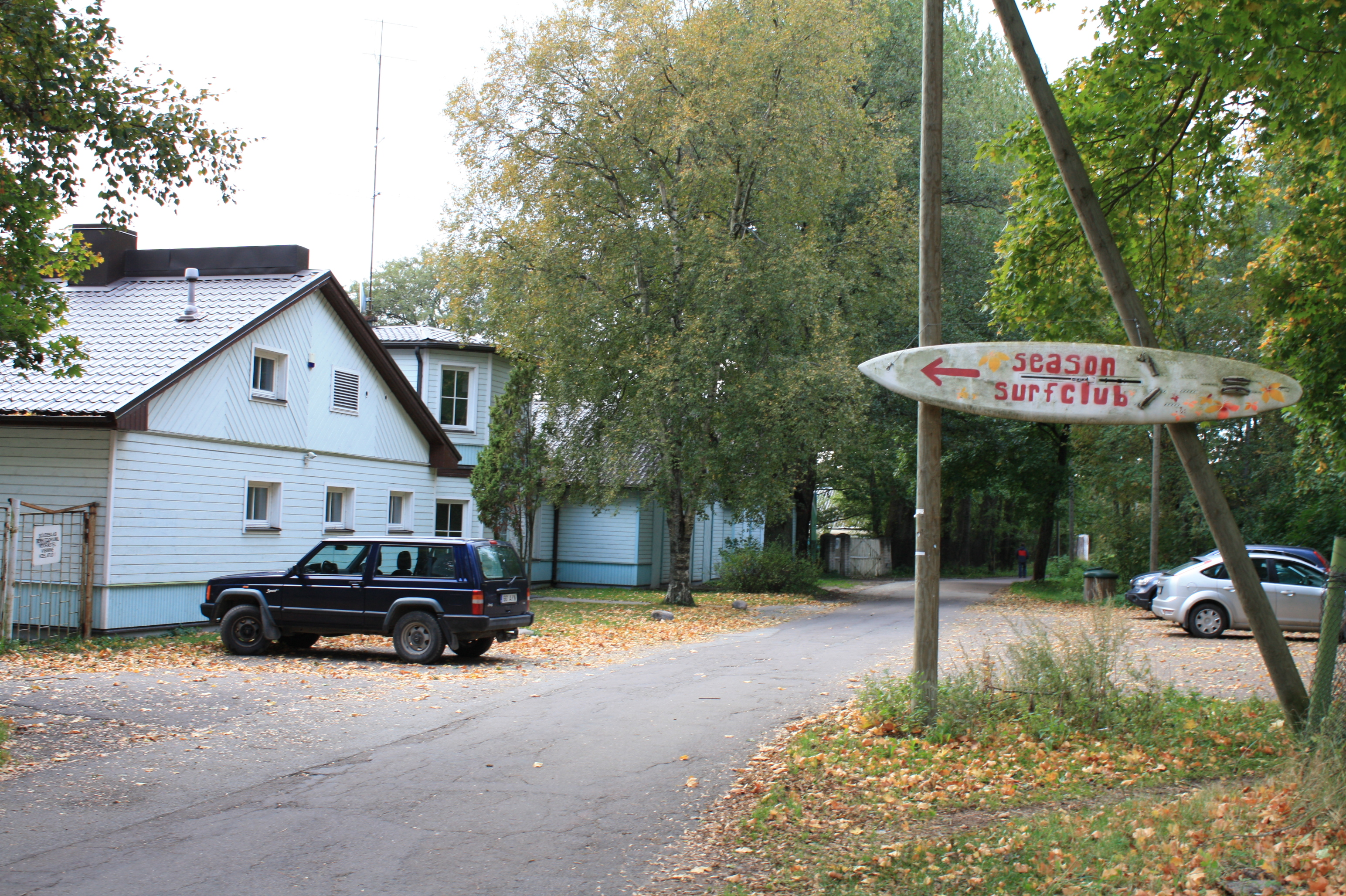
Rue de Pikaliiva
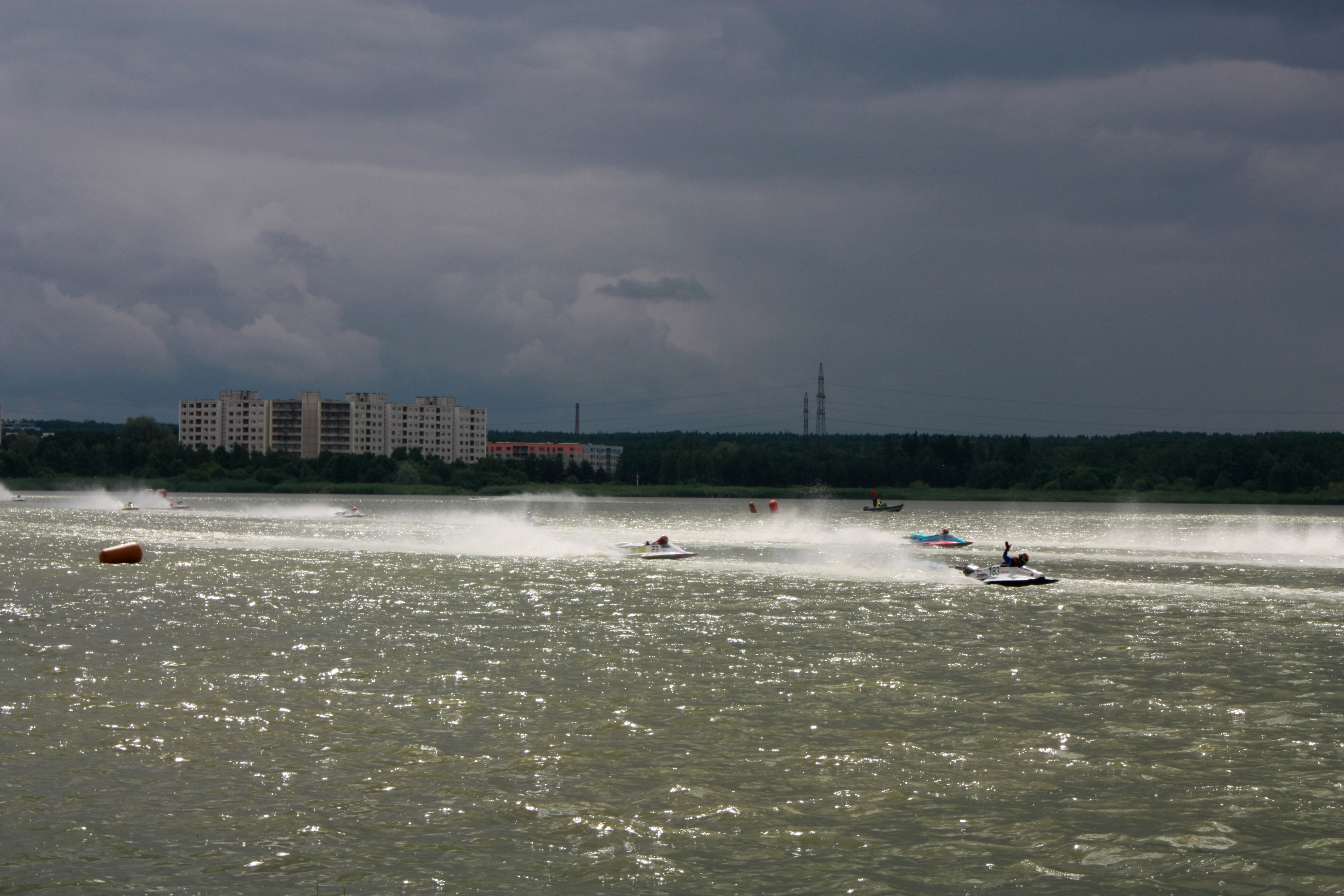
Le Lac Harku.
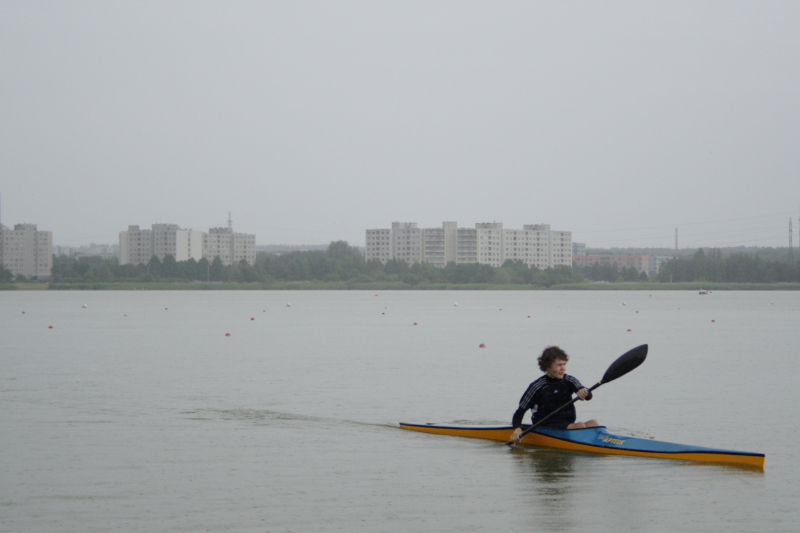
Le Lac Harku.
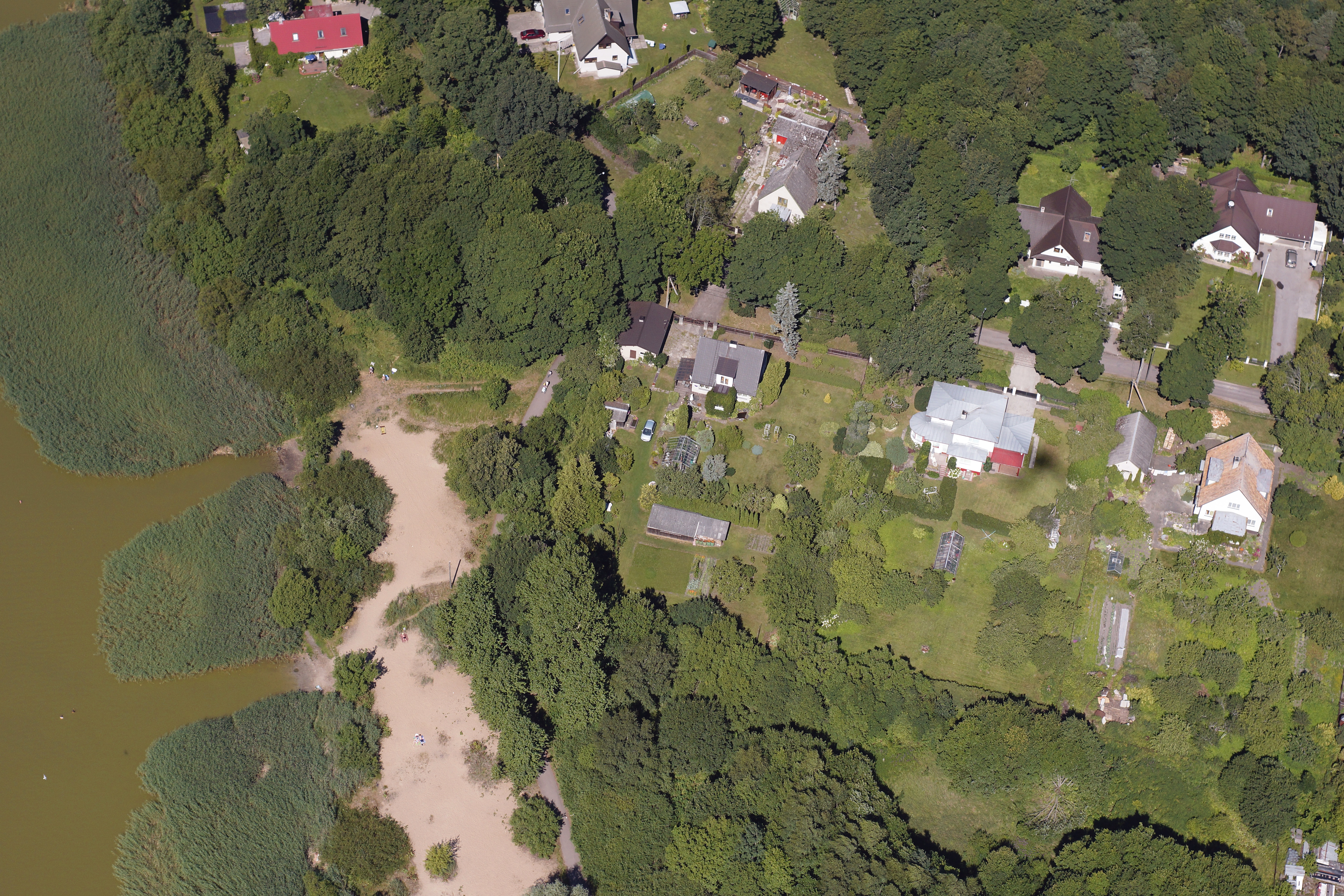